# 영롱이
영롱이(young-long)는 세계 최초로 체세포 복제 방식으로 탄생됐다고 주장된 젖소이다. 1999년 2월 경기도 이천의 한 목장에 태어났으며, 황우석 교수가 오랜 연구끝에 1999년 2월 12일에 탄생시켰다. 출생 당시 몸무게는 43kg이었다. 당시 젖소를 세계 최초로 복제했다고 언론에 발표되었으며 황우석 교수의 명성을 높인 첫 계기가 되었다.
이름의 뜻은 'young-long'에서 유래했다. 젊음을 오래 유지하라는 뜻으로 보인다.
암수 교배 없이 복제하려는 우량 젖소의 난구세포를 떼어내 배양한 뒤 다른 소에서 채취해 세포핵을 제거한 난자 속에 전기충격으로 집어 넣어 융합한 방법을 사용했다고 밝혔다. 기본적으로 복제양 돌리의 방식이다.
그러나 2005년 황우석 교수의 줄기세포 논란과 관련하여, 영롱이도 조작된 것이 아닌가 하는 의문이 높아졌다. 영롱이가 체세포 복제방식으로 탄생됐음을 증명하는 과학적 논문은 발표되지 않았다.

## 세계 5번째 동물 복제
1. 영국 1996년 복제양 돌리, 로슬린연구소, 세계 최초 체세포 복제
2. 일본 복제소
3. 뉴질랜드 복제소
4. 미국 1998년 7월 복제쥐
5. 한국 1999년 2월 복제젖소 영롱이, 서울대학교 황우석 교수, 세계 5번째 체세포 복제, 젖소로는 세계최초
6. 중국 2000년 6월 복제염소

## 의혹
영롱이가 태어난 지 10년이 지났는데 살아있는지에 대해서는 아무도 모르는 것으로 알려졌다. 황우석 박사가 40여 명의 연구진과 함께 연구하는 경기도 용인 원삼면의 수암생명공학연구원에서도 영롱이가 살아있는지 모르고 있었다.

## 같이 보기
- 스너피